# Parafia św. Michała Archanioła w Szczecinie
Parafia pod wezwaniem Świętego Michała Archanioła w Szczecinie – parafia rzymskokatolicka należąca do dekanatu Szczecin-Dąbie, archidiecezji szczecińsko-kamieńskiej, metropolii szczecińsko-kamieńskiej. Jedna z parafii rzymskokatolickich w Szczecinie. Została erygowana w 1946. Mieści się przy ulicy Bałtyckiej. Parafię prowadzą księża salezjanie.